# Wilfrid Perraudin
Wilfrid Perraudin, né à Moulins-Engilbert (Nièvre) le 3 décembre 1912, et mort le 25 mai 2006 à Palma de Majorque (Espagne), est un peintre et vitrailliste français.

## Biographie
Fils de Marguerite Dupont et de Célestin Perraudin, cordonnier, Wilfrid Perraudin partira avec ses parents à Paris en 1914.
Passionné par les insectes, il va à cette occasion faire la connaissance de Raoul Dufy qui est lui-même entomologiste. En 1925, il est admis à l'École nationale supérieure des arts décoratifs de Paris dans l'atelier de Raoul Dufy, qui avait reconnu son talent de dessinateur et lui donna des cours particuliers.
Il deviendra dessinateur dans un institut de sciences naturelles, réalisera des illustrations pour des revues enfantines et réalisera du dessin industriel et technique au sein des usines de Marcel Bloch, tout en continuant à peindre.
Au début 1930, Wilfrid Perraudin effectue son service militaire au Proche-Orient, notamment au Liban et en Syrie, sans jamais avoir utilisé une arme. Il mène des recherches scientifiques et entomologiques, et rencontre Robert Beauvais, qui devient un ami.
En 1940, les usines de Marcel Bloch sont réquisitionnées et Perraudin est enrôlé au STO pour travailler en Allemagne comme peintre de décors dans une firme de cinéma allemande. C'est là qu'il va faire la connaissance de sa future femme. Dès la Libération, ils rentrent en France et se marient. Il fera pendant un certain temps des travaux alimentaires : illustrations de livres pour la jeunesse (collection Jambore, jeux de pistes), posters, dessin pour la maison de couture Dior, etc. En 1952, il occupe un poste de professeur d'arts plastiques au lycée français de Fribourg. Là, il va pouvoir exprimer tout son art et être reconnu en tant qu'artiste. Une première exposition d'importance a lieu à Aix-la-Chapelle en 1955. Il réalise de nombreux vitraux d'églises, chemins de croix et des mosaïques pour des églises allemandes.
Cet artiste est également un homme de sciences, puisqu'il a inventorié de nouvelles espèces de guêpes, particulièrement en Corse. Notons que des insectes portent son nom. 
Il sera récompensé pour l'ensemble de son œuvre par l'Académie française qui lui décerne la médaille de vermeil en 1996.
Après la mort de son épouse Hildegarde Perraudin, il va continuer à peindre, se partageant entre Marbourg et Majorque, venant entretemps découvrir sa ville natale en 2002.
Il meurt à Palma de Majorque et est inhumé à côté de son épouse à Fribourg.

## Collections publiques
En Allemagne
- Bühl, église du monastère de Neusatzeck : mosaïques, 1979-1980 ;
- Dortmund, église Saint-Henri : parois en verre, 1965-1967 ;
- Hamm, église de Saint-Laurentius : vitraux, 1976-1978 ;
- Hegne, église du monastère : mosaïque dans le chœur, 1963 ;
- Hinterzarten, église : parois en verre, 1962-1963
- Hugstetten, près de Fribourg-en-Brisgau, église de Saint-Gallus : vitraux, 1960 et 1968 ;
- Lörrach : église Saint-Pierre : Mur de Lumière, verrière monumentale en béton, 1965 ;

## Affiche
- Perrier, affiche publicitaire.

## Illustrations
- Jean-Claude Alain, Mikhail, prince d'Halemark, collection Jambore, Éditions SPES 1952 ;
- Jean-Marie Dooz, Le Foulard Noir, collection Jambore, Éditions SPES, 1953[2] ;
- Le Chemin sans étoile, collection Jambore, Éditions SPES, 1953 ;
- Robert Le Dunois, Kang-Tung-Gompa, collection Jambore, Éditions SPES, 1953.

## Expositions
- 1955 : Aix-la-Chapelle au musée Suermondt-Ludwig, exposition individuelle ;
- 1956 : hôtel de ville de Fribourg-en-Brisgau, exposition individuelle ;
- 1987 : monastère noir, Fribourg-en-Brisgau, exposition individuelle ;
- 1988 : château de Bonndorf (RFA), 4e exposition rétrospective ;
- 1989 : Guildford, Angleterre ;
- 1993 : Francfort, banque ;
- 2002 : exposition à Nevers au palais ducal de Nevers ;
- 2006 : Palma de Majorque ;
- octobre 2006 : Exposition à Marbourg[3] ;
- décembre 2012 : exposition à Marbourg, pour son centenaire[4].

## Récompenses
- 1996 : médaille de vermeil de l'Académie française ;
- 2006 : médaille d'or des sciences et des lettres (prix Thorlet) de l'Académie française.

## Décorations
- Chevalier des Palmes académiques en 1964 ;
- Officier des Palmes académiques en 1974 ;
- Commandeur de l'ordre des Palmes académiques 2002.